# Ribon
Ribon (jap. りぼん) – japoński miesięcznik, w którym publikowane są shōjo-mangi, wydawany przez wydawnictwo Shūeisha.
Po raz pierwszy ukazał się w sierpniu 1955 r. Konkurencyjnymi dla niego czasopismami są „Nakayoshi” i „Ciao”. Odbiorcami są głównie dziewczęta w wieku ok. 9-13 lat.
Każdy numer liczy ok. 400 stron i zawiera rozmaite historie drukowane na wielobarwnym papierze gazetowym. Czasopismo rozprowadzane jest wraz z gadżetami (furoku), np. małymi zabawkami, wielobarwnymi karteczkami z postaciami z mang itp. Czytelnicy mogą także zamówić w sprzedaży wysyłkowej prezenty (zen-in) do niektórych wydań czasopisma.
Serie mang z „Ribona” są później w całości publikowane w formie tankōbonów pod znakiem wydawniczym Ribon Mascot Comics (RMC).

## Prace opublikowane w "Ribon" według autorów

### A
- Fujio Akatsuka: Himitsu no Akko-chan
- Min Ayahana: Akazukin Chacha
- Ryo Azuki: Seishun Shiterukai!, W Pinch!!, Love Wan!

### F
- Mihona Fujii: Gals!
- Maguro Fujita: Kero Kero Chime
- Yuka Fujiwara: CRASH!

### H
- Nana Haruta: Saboten no Himitsu, Love-Berrish!, Chocolate Cosmos
- Aoi Hiiragi: Hoshi no Hitomi no Silhouette, Mimi o Sumaseba
- Keiko Honda: Tsuki no Yoru Hoshi no Asa

### I
- Yukari Ichijo: Suna no Shiro
- Koi Ikeno: Tokimeki Tonight, Nurse Angel Ririka SOS

### K
- Rurika Kasuga: Fancy Lala
- Kaoru Kitazawa: Ya-Ya-Yah ga Yattekuru!
- Erika Kurahashi: Seikimatsu no Angel, Max Lovely!

### M
- Ryo Maekawa: Animal Yokocho
- Yōko Maki: Aishiteruze Baby, Star Blacks, Taranta Ranta, Yamamoto zenjirō to mōshimasu, Atashi wa Bambi
- Natsumi Matsumoto: Saint ♥ Dragon Girl, Saint ♥ Dragon Girl Miracle, Alice kara Magic
- Megumi Mizusawa: Hime-chan no Ribbon, Sorairo no Melody, Ponytail hakusho, Osanpo no jikan
- Aki Mochida: Mayonaka ni Kiss, Royal Straight, Last Blue, Loose Leaf

### O
- Miho Obana: Kodomo no Omocha, Partner, Andante

### S
- Mayu Sakai: Nagata-chou Strawberry, Peter Pan Syndrome, Rockin' Heaven
- Momoko Sakura: Chibi Maruko-chan
- Ayumi Shiina: Anata to Scandal, Baby Love, Penguin Brothers

### T
- Yue Takasuka: Koi mo 2 Do Me nara, Ohisama Company, Good Morning Call, Sakuragaoka Angels, Sugar Pot
- Kozue Takeuchi : Ageha 100%
- Arina Tanemura : Kamikaze kaitō Jeanne, Time Stranger Kyoko, Ginyuu Meika, Full Moon o sagashite, Shinshi Doumei Cross

### Y
- Ai Yazawa: Tenshi Nanka Ja Nai, Gokinjo Monogatari, Kagen no Tsuki
- Mitsuteru Yokoyama: Mahoutsukai Sally
- Wataru Yoshizumi: Handsome na Kanojo, Kimi Shika Iranai, Marmalade Boy, Mint na Bokura, Random Walk, Ultra Maniac